# Puchar Zdobywców Pucharów w piłce siatkowej (1984/1985)
Puchar Europy Zdobywców Pucharów siatkarzy 1984/1985 – 13. sezon Puchar Europy Zdobywców Pucharów rozgrywanego od 1972 roku, organizowanego przez Europejską Konfederację Piłki Siatkowej (CEV) w ramach europejskich pucharów dla męskich klubowych zespołów siatkarskich „starego kontynentu”.

## Drużyny uczestniczące
| Państwo        | Drużyna                    |
| -------------- | -------------------------- |
| Austria        | TJ Sokol V Wiedeń          |
| Belgia         | Ljsboerke Herentals        |
| Bułgaria       | Lewski-Spartak Sofia       |
| Czechosłowacja | Červená hviezda Bratysława |
| Cypr           | Omonia Nikozja             |
| Finlandia      | NHKY Pieksämäki            |
| Francja        | AS Cannes                  |
| Grecja         | Olympiakos SF Pireus       |
| Hiszpania      | Salesianos Madryt          |
| Holandia       | Starlift Voorburg          |
| Izrael         | Hapoel Mate Asher          |
| Jugosławia     | OC Stavbar Maribor         |
| Luksemburg     | Mamer Luksemburg           |
| Norwegia       | BK Tromsø                  |
| Portugalia     | SC Espinho                 |
| NRD            | SC Lipsk                   |
| RFN            | Hamburger SV               |
| Rumunia        | Steaua Bukareszt           |
| Szwajcaria     | Genewa Elite               |
| Szwecja        | Progona Göteborg           |
| Turcja         | Galatasaray Stambuł        |
| Węgry          | Kecskeméti SE              |
| Włochy         | Bartolini Bolonia          |
| ZSRR           | Dinamo Moskwa              |

## Runda wstępna
| Data | Drużyna 1           | Wynik | Drużyna 2           | Sety |
| ---- | ------------------- | ----- | ------------------- | ---- |
|      | Hamburger SV        | 3:0   | BK Tromsø           |      |
|      | BK Tromsø           | 1:3   | Hamburger SV        |      |
|      |                     |       |                     |      |
|      | TJ Sokol V Wiedeń   | 3:0   | Mamer Luksemburg    |      |
|      | Mamer Luksemburg    | 0:3   | TJ Sokol V Wiedeń   |      |
|      |                     |       |                     |      |
|      | Salesianos Madryt   | 3:0   | SC Espinho          |      |
|      | SC Espinho          | 0:3   | Salesianos Madryt   |      |
|      |                     |       |                     |      |
|      | Progona Göteborg    | 0:3   | SC Lipsk            |      |
|      | SC Lipsk            | 3:0   | Progona Göteborg    |      |
|      |                     |       |                     |      |
|      | Hapoel Mate Asher   | 3:0   | Omonia Nikozja      |      |
|      | Omonia Nikozja      | 0:3   | Hapoel Mate Asher   |      |
|      |                     |       |                     |      |
|      | Ljsboerke Herentals | 3:0   | Genewa Elite        |      |
|      | Genewa Elite        | 0:3   | Ljsboerke Herentals |      |
|      |                     |       |                     |      |
|      | Kecskeméti SE       | 3:0   | Olympiakos Pireus   |      |
|      | Olympiakos Pireus   | 3:0   | Kecskeméti SE       |      |
|      |                     |       |                     |      |
|      | Galatasaray Stambuł | 3:0   | OC Stavbar Maribor  |      |
|      | OC Stavbar Maribor  | 3:0   | Galatasaray Stambuł |      |

## 1/8 finału
| Data | Drużyna 1                  | Wynik | Drużyna 2                  | Sety |
| ---- | -------------------------- | ----- | -------------------------- | ---- |
|      | Starlift Voorburg          | 3:2   | Hamburger SV               |      |
|      | Hamburger SV               | 3:1   | Starlift Voorburg          |      |
|      |                            |       |                            |      |
|      | TJ Sokol V Wiedeń          | 3:2   | Salesianos Madryt          |      |
|      | Salesianos Madryt          | 3:0   | TJ Sokol V Wiedeń          |      |
|      |                            |       |                            |      |
|      | NHKY Pieksämäki            | 1:3   | SC Lipsk                   |      |
|      | SC Lipsk                   | 3:2   | NHKY Pieksämäki            |      |
|      |                            |       |                            |      |
|      | AS Cannes                  | 1:3   | Steaua Bukareszt           |      |
|      | Steaua Bukareszt           | 3:0   | AS Cannes                  |      |
|      |                            |       |                            |      |
|      | Červená hviezda Bratysława | 3:0   | Hapoel Mate Asher          |      |
|      | Hapoel Mate Asher          | 0:3   | Červená hviezda Bratysława |      |
|      |                            |       |                            |      |
|      | Ljsboerke Herentals        | 1:3   | Lewski-Spartak Sofia       |      |
|      | Lewski-Spartak Sofia       | 3:0   | Ljsboerke Herentals        |      |
|      |                            |       |                            |      |
|      | Dinamo Moskwa              | 3:0   | Kecskeméti SE              |      |
|      | Kecskeméti SE              | 0:3   | Dinamo Moskwa              |      |
|      |                            |       |                            |      |
|      | Bartolini Bolonia          | 3:0   | Galatasaray Stambuł        |      |
|      | Galatasaray Stambuł        | 0:3   | Bartolini Bolonia          |      |

## Ćwierćfinały
| Data | Drużyna 1                  | Wynik | Drużyna 2                  | Sety                            |
| ---- | -------------------------- | ----- | -------------------------- | ------------------------------- |
|      | Salesianos Madryt          | 0:3   | Hamburger SV               | 9:15, 12:15, 7:15               |
|      | Hamburger SV               | 3:1   | Salesianos Madryt          | 15:4, 15:3, 10:15, 15:11        |
|      |                            |       |                            |                                 |
|      | NHKY Pieksämäki            | 3:2   | Steaua Bukareszt           | 12:15, 15:6, 11:15, 15:8, 16:14 |
|      | Steaua Bukareszt           | 3:0   | NHKY Pieksämäki            | 15:6, 15:12, 15:13              |
|      |                            |       |                            |                                 |
|      | Červená hviezda Bratysława | 2:3   | Lewski-Spartak Sofia       | 12:15, 15:9, 13:15, 15:9, 4:15  |
|      | Lewski-Spartak Sofia       | 3:0   | Červená hviezda Bratysława | 15:4, 15:8, 15:2                |
|      |                            |       |                            |                                 |
|      | Dinamo Moskwa              | 3:0   | Bartolini Bolonia          |                                 |
|      | Bartolini Bolonia          | 3:2   | Dinamo Moskwa              | 15:8, 15:10, 14:16, 4:15, 15:9  |

## Turniej finałowy
Saint-Nazaire
Wyniki
| Data  | Drużyna 1            | Wynik | Drużyna 2            | Sety                            |
| ----- | -------------------- | ----- | -------------------- | ------------------------------- |
| 15.02 | Dinamo Moskwa        | 3:0   | Lewski-Spartak Sofia | 17:15, 15:5, 15:8               |
| 15.02 | Steaua Bukareszt     | 3:2   | Hamburger SV         | 16:18, 6:15, 15:11, 15:1, 15:12 |
|       |                      |       |                      |                                 |
| 16.02 | Dinamo Moskwa        | 3:1   | Steaua Bukareszt     |                                 |
| 16.02 | Lewski-Spartak Sofia | 3:0   | Hamburger SV         | 15:11, 15:3, 15:5               |
|       |                      |       |                      |                                 |
| 17.02 | Dinamo Moskwa        | 3:1   | Hamburger SV         | 15:9, 16:14, 10:15, 15:7        |
| 17.02 | Lewski-Spartak Sofia | 3:0   | Steaua Bukareszt     | 15:9, 15:7, 15:6                |

Tabela
| Lp. | Drużyna              | Pkt | Mecze | Mecze | Mecze | Sety | Sety | Sety  |
| Lp. | Drużyna              | Pkt | M     | W     | P     | wyg. | prz. | ratio |
| --- | -------------------- | --- | ----- | ----- | ----- | ---- | ---- | ----- |
| 1   | Dinamo Moskwa        | 6   | 3     | 3     | 0     | 9    | 2    | 4.500 |
| 2   | Lewski-Spartak Sofia | 5   | 3     | 2     | 1     | 6    | 3    | 2.000 |
| 3   | Steaua Bukareszt     | 4   | 3     | 1     | 2     | 4    | 8    | 0.500 |
| 4   | Hamburger SV         | 3   | 3     | 0     | 3     | 3    | 9    | 0.333 |

Źródło: 
Zasady ustalania kolejności: 1. liczba zdobytych punktów; 2. wyższy stosunek setów; 3. wyższy stosunek małych punktów.
Punktacja: zwycięstwo – 2 pkt; porażka – 1 pkt

## Klasyfikacja końcowa
| Miejsce | Drużyna              |
| ------- | -------------------- |
| złoto   | Dinamo Moskwa        |
| srebro  | Lewski-Spartak Sofia |
| brąz    | Steaua Bukareszt     |
| 4.      | Hamburger SV         |